# Xã Oconee, Quận Shelby, Illinois
Xã Oconee (tiếng Anh: Oconee Township) là một xã thuộc quận Shelby, tiểu bang Illinois, Hoa Kỳ. Năm 2010, dân số của xã này là 776 người.